# 高知県立大栃高等学校
高知県立大栃高等学校（こうちけんりつ おおどちこうとうがっこう）は、かつて高知県香美市物部町（旧・香美郡物部村）大栃に所在した公立高等学校。

## 概要
- 生徒数減により、2010年に高知県立山田高等学校と統合し閉校となった。

## 設置学科
- 普通科

## 沿革
- 1960年（昭和35年）4月10日 - 高知県立高知農業高等学校香北分校として開校。定時制林業科・農村家庭科を設置。
- 1961年（昭和36年） - 全日制農業科・農村家庭科に改組される。
- 1964年（昭和39年）1月1日 - 独立し高知県立大栃高等学校となる。
- 1980年（昭和55年） - 普通科のみとなる。
- 2007年（平成19年） - 最後の新入生を受け入れる。
- 2010年（平成22年）3月31日 - 閉校。在校生が全員卒業し、50年の歴史に幕を下ろす。